# Liste der Kulturdenkmäler in Eckelsheim
In der Liste der Kulturdenkmäler in Eckelsheim sind alle Kulturdenkmäler der rheinland-pfälzischen Ortsgemeinde Eckelsheim aufgeführt. Grundlage ist die Denkmalliste des Landes Rheinland-Pfalz (Stand: 25. März 2025).

## Denkmalzonen
| Bezeichnung          | Lage                                                                                    | Baujahr                | Beschreibung | Bild |
| -------------------- | --------------------------------------------------------------------------------------- | ---------------------- | --- | ---- |
| Denkmalzone Ortskern | Bellerkirchstraße 2, Gumbsheimer Straße 1, 2, Hauptstraße 1, 5, 2-6, Kirchstraße 1 Lage | ab dem 17. Jahrhundert | Hofanlagen des 17. bis 19. Jahrhunderts, Fachwerkwohnhäuser (Nr. 1 im Kern bezeichnet 1586) und Sandsteinquader- oder Klinkerbauten um den Dorfplatz mit Kirche | BW   |

## Einzeldenkmäler
| Bezeichnung                  | Lage                                                | Baujahr                            | Beschreibung | Bild                           |
| ---------------------------- | --------------------------------------------------- | ---------------------------------- | --- | ------------------------------ |
| Hofanlage                    | Gumbsheimer Straße 1 Lage                           | 1892                               | Vierseithof; repräsentativer spätgründerzeitlicher Sandsteinquaderbau, bezeichnet 1892 | BW                             |
| Portalgewände                | Gumbsheimer Straße, in Nr. 4a Lage                  | 1617                               | Renaissanceportalgewände, bezeichnet 1617 | BW                             |
| Freihof                      | Gumbsheimer Straße 8 Lage                           | 18. Jahrhundert                    | im Kern barockes Fachwerkhaus, teilweise massiv, 18. Jahrhundert, Hoftorbogen bezeichnet 1717; Wirtschaftsgebäude, Mansarddach, bezeichnet 1802; Scheune, teilweise Fachwerk, im wohl Kern wohl aus dem 17. Jahrhundert | BW                             |
| Hofanlage                    | Hauptstraße 4 Lage                                  | 17. Jahrhundert                    | barocker Vierseithof, im Kern aus dem 17. Jahrhundert, Umbau im 18. Jahrhundert; zwei Fachwerkhäuser, teilweise massiv, bezeichnet 1766 und 1769; Torbau, bezeichnet 1766 und 1769, renoviert 1933                      | BW                             |
| Hofanlage                    | Hauptstraße 6 Lage                                  | 18. Jahrhundert                    | Hofanlage; barockes Fachwerkhaus, teilweise massiv, 18. Jahrhundert | BW                             |
| Hofanlage                    | Hauptstraße 13 Lage                                 | 1669                               | Dreiseithof; Fachwerkhaus, teilweise massiv, bezeichnet 1669 | BW                             |
| Klosterzehnthof              | Hauptstraße 15 Lage                                 | 1766                               | Dreiflügelanlage; spätbarockes Fachwerkhaus, teilweise massiv, bezeichnet 1766 | BW                             |
| Hofanlage                    | Hauptstraße 18 Lage                                 | zweite Hälfte des 18. Jahrhunderts | Hofanlage; spätbarockes Fachwerkhaus, teilweise massiv, zweite Hälfte des 18. Jahrhunderts, Torfahrt bezeichnet 1818; im Keller Fundamente einer mittelalterlichen Kapelle (?)                                          | BW                             |
| Evangelische Mauritiuskirche | Kirchstraße 1 Lage                                  | 1609                               | spätbarocker Saalbau, 1727–41 | BW                             |
| Beller Kirche                | südlich des Ortes an der K 5; Flur In der Höll Lage | 1519                               | Ruine eines spätgotischen Saalbaus, bezeichnet 1519; in den Boden eingelassen Flachsdarre, 18. Jahrhundert | weitere Bilder Fotos hochladen |